# Патра
Патра (на гръцки: Πάτρα) е град в Западна Гърция, административен център на едноименния дем Патра и на Патраската епархия на Църквата на Гърция.

## География
Разположен е на южния бряг на Коринтския залив, на полуостров Пелопонес на 215 км западно от Атина. Площта му е 125,4 кв. км. Градът е построен в подножието на планината Панахаикон, който гледа към залива Патра.
Населението му е около 160 400 души (2001). Патра е третият по население град в Гърция (след Атина и Солун) и има третото по големина пристанище (след Пирея и Солун). Начална точка е на маршрута на редовни фериботни линии до Италия (Бари, Бриндизи, Анкона и Венеция) и останалата част от Западна Европа.

## История
По време на римския период Патра се превръща в космополитен център на Източното Средиземноморие. По време на Византийската империя градът продължава да бъде важно пристанище и икономически център. По-късно градът попада в границите на Османската империя, освободен през 1828 г. от френските военни части.

## Забележителности
- Археологическият музей
- Катедралата „Свети Андрей“
- Римският театър
- Аполонският театър

## Карнавал
Карнавалът в Патра е сред най-големите в Европа. Той се организира три седмици преди Великден. Повечето хора смятат, че датира от 1829 г., но може да е съществувал още по времето на древните гърци, в чест на бога на виното и веселието Дионис. Към 19 век карнавалът започва да се организира редовно. Проявите, свързани с карнавала, започват на 17 януари (деня на Свети Антоний).

## Галерия
- Римският театър
- Аполонският театър
- Парадът

## Побратимени градове
- Савана (Джорджия), САЩ

## Личности
Родени в Патра
- Варнава Дзордзатос (1918 – 1985), гръцки духовник;
- Стилианос Гонатас (1876 – 1966), гръцки политик и андарт;
- Никос Икономопулос (р. 1984), гръцки (лайка) изпълнител.